# رواد الغد (التلفزيون الأردني)
رواد الغد، هو أحد أشهر برامج المسابقات التي عرضت على شاشة التلفزيون الأردني في الثمانينيات، وكان يحاكي برنامج فكر واربح الذي قدمه الأستاذ رافع شاهين، ويعد أول برنامج مسابقات تلفزيوني في العالم العربي حيث يتوجه للطلبة في مرحلة المراهقة بأسلوب أكاديمي وثقافي منوع.
وكان من إعداد وتقديم الإعلامية بريهان قمق وهيفاء كتاب الفياض بالتعاون مع وزارة التربية والتعليم الأردنية، وكانت بريهان قمق تستضيف مدرستين في كل حلقة بحضور طلاب وطالبات المدرستين وتطرح الأسئلة على الطرفين والفريق الفائز بمجموع النقاط يحصل على الكأس. وقد كان للبرنامج أثر كبير في صقل مواهب الكثير من الطلبة الأردنيين وقد تفوق على التلفزيون التربوي الأردني.
قدمته: بريهان قمق وأخرجته: هيفاء كتاب الفياض، وأنتجه التلفزيون الأردني عام 1985 واستمر لغاية خمس سنوات متواصلة وكان يعرض مرة واحدة أسبوعياً.